# Ninebot
Ninebot Inc. est une entreprise chinoise spécialisée dans l'assemblage et la distribution de moyens de transport de proximité, principalement des trottinettes électriques. Son siège est dans Dongsheng Science Park, un parc d'activités technologiques au Nord-Ouest de Pékin. L'entreprise compte environ 3 500 employés dont environ 500 chercheurs, y compris ceux de ses trois sites de montage. Parmi ses clients, Ninebot compte Bird, Lyft et Uber. 4 trottinettes électriques sur 5 proviennent de ses trois sites d'assemblage. Fin 2018, Ninebot était évaluée à plus de 1,5 milliard de dollars, et ses bénéfices à 29 millions de dollars. Elle est la première compagnie chinoise à être listée au Science and Technology Innovation Board (STAR Market) de la Bourse de Shanghai (Shanghai Stock Exchange), où elle est cotée depuis 2020. 

## Histoire
Ninebot Inc. est fondée en 2012 par un groupe d'ingénieurs en robotique ayant l'objectif de développer de nouveaux véhicules à l'intelligence artificielle. Parmi leurs expériences précédentes, un véhicule aérien sans pilote utilisé pour la recherche à la station Zhongshan en Antarctique. Les ingénieurs voulaient développer un projet de véhicule électrique auto-équilibré. 
Ingénieur en chef de ce groupe, Gao Lufeng a gagné à leur cause divers investisseurs : ShunWei TMT Capital, Sequoia Capital, Maples Group, Intel Investments et Xiaomi Corp. Investments, qui détient environ 20 % du Capital ; l'État chinois est également actionnaire, à travers le China Mobile Innovation Industry Fund. Ninebot Inc. eut vite des succursales à Hong Kong et USA mais aussi à George Town aux Îles Caïman.  
Ninebot est discrètement devenu le plus grand fournisseur de trottinettes électriques déployés dans les villes américaines grâce au « boom » ou « hyper-croissance » de la « micro-mobilité », tendance qui vise à transformer les transports urbains grâce à des alternatives bon marché aux voitures et aux transports en commun.  
Le 15 avril 2015, après avoir levé 80 millions de dollars auprès de Xiaomi et de Sequoia Capital Ninebot rachète son concurrent américain affaibli par une crise financière : Segway Inc., dont le siège est à Bedford. Ninebot récupère le réseau de distribution international de Segway Inc. qui compte plus de 250 points de vente dans 80 pays, notamment européens.
Segway-Ninebot fabrique également la grande majorité des modèles de trottinettes électriques de la marque Xiaomi,.

## Critiques
En 2014, Ninebot est poursuivi en justice par Segway Inc. pour violation de brevets et plagiat. 